# Telligent Systems
Telligent Systems — американська компанія-розробник програмного забезпечення. Заснована в 2004 році. Розміщується в двох офісах: американська штаб-квартира розташована в Далласі, штат Техас, міжнародний офіс знаходиться у Лондоні, Велика Британія.

## Історія
Заснував компанію Роб Говард — раніше один із засновників команди Microsoft's ASP.NET, який також брав участь в організації спільноти Microsoft ASP.NET community [Архівовано 22 лютого 2011 у Wayback Machine.].